# Estación de Wotton (Tranvía de Brill)
La estación de tren de Wotton era una pequeña estación en Buckinghamshire, Inglaterra, construida por el duque de Buckingham en 1871. Era parte de un tranvía privado tirado por caballos diseñado para transportar carga desde y alrededor de sus tierras en Buckinghamshire. La estación de Wotton estaba destinada a dar servicio a la casa del duque en Wotton House y al pueblo cercano de Wotton Underwood. En 1872 la línea se extendió hasta el pueblo cercano de Brill, y se adecuó para el uso de pasajeros, se equipó con locomotoras de vapor y se le cambió el nombre a Tranvía de Brill (Brill Tramway). En la década de 1880 se propuso extender la línea a Oxford, pero la operación de la línea fue asumida por el Ferrocarril Metropolitano de Londres.
Aunque situada en una zona despoblada, la estación de Wotton era bastante utilizada. Contaba con el mayor número de pasajeros de todas las estaciones de la línea, aparte de la  estación de Brill y el cruce con la línea principal a Londres en la estación de Quainton Road. También transportaba grandes cantidades de leche de las granjas del área. En 1906 se inauguró el Great Western and Great Central Joint Railway (comúnmente conocida como La Ruta Alternativa), que intersecaba con el tranvía de Brill en Wotton. Aunque las líneas no estaban conectadas, se construyó una estación (también llamada Wotton) en la nueva línea, muy cerca de la estación Wotton preexistente; las dos estaciones compartían a un mismo jefe de estación.
En 1933, el Ferrocarril Metropolitano (Metropolitan Railway), que arrendaba la línea, pasó a ser propiedad pública y se convirtió en la Línea Metropolitana de Transporte de Londres. A pesar de que Wotton era una pequeña estación rural a 49 millas (78,9 km) en tren desde la ciudad de Londres, se convirtió en una estación más del metro de Londres.
Frank Pick, director ejecutivo de la Junta de Transporte de Pasajeros de Londres, tenía como objetivo abandonar las operaciones de carga en la red subterránea de Londres y no vio la forma en que las estaciones más distantes del antiguo ferrocarril metropolitano pudieran convertirse en rutas de pasajeros viables. Como resultado, todos los servicios de pasajeros al norte de Aylesbury se retiraron entre 1935 y 1936. Los últimos trenes del Ferrocarril Metropolitano funcionaron el 30 de noviembre de 1935. Luego, la línea volvió a los descendientes del duque de Buckingham pero, al no tener fondos suficientes, no pudieron operarla. El 2 de abril de 1936 toda la infraestructura de la línea, incluida la estación de Wotton, se vendió como chatarra en una subasta. A excepción de un pequeño edificio que una vez albergó la fragua del ferrocarril de Brill, todos los edificios de la estación en Wotton han sido demolidos.

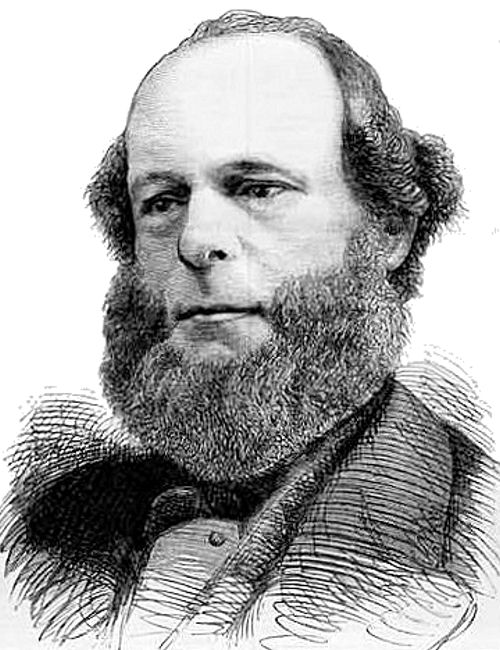
El duque de Buckingham, fundador del Brill Tramway

El 23 de septiembre de 1868, se inauguró el pequeño Aylesbury and Buckingham Railway (A&BR), que une la estación del Great Western Railway en Aylesbury con la línea Oxford a Bletchley del London and North Western Railway en Verney Junction. El 1 de septiembre de 1894, el Ferrocarril Metropolitano (Metropolitan Railway, MR) de Londres, llegó a Aylesbury, y poco después se conectó a la línea A&BR, con servicios locales de MR hasta Verney Junction desde el 1 de abril de 1894.

## Extensión a Brill y conversión para uso de pasajeros
Los residentes de la cercana ciudad de Brill presionaron al duke para que introdujera servicios de pasajeros en la línea. Esto condujo a una mejora y extensión de la línea desde Wotton, a través de la terminal original del sistema de tranvías en Wood Siding, hasta una nueva terminal al pie de Brill Hill, al norte de la propia ciudad de Brill, en la cima de una colina. La nueva estación de tren de Brill se inauguró en marzo de 1872. Además de los trenes de carga que circulaban cuando era necesario, dos trenes mixtos por día circulaban en cada dirección. El duque compró dos motores de tracción Aveling y Porter modificados para funcionar como locomotoras, cada uno con una velocidad máxima de 8 millas por hora (12,9 km/h), Con la extensión a Brill abierta, la línea comenzó a ser referida como Brill Tramway.
En 1889 murió el duque de Buckingham, y en 1894 los fideicomisarios de su patrimonio establecieron la Oxford & Aylesbury Tramroad Company (O&ATC) con la intención de extender la línea de Brill a Oxford, pero la extensión más allá de Brill nunca se construyó. Los servicios ferroviarios de Londres a Oxford eran muy deficientes en ese momento; a pesar de ser una ruta extremadamente indirecta, si se hubiera construido la conexión de Quainton Road a Oxford, habría sido la ruta más corta entre Oxford y la ciudad de Londres.

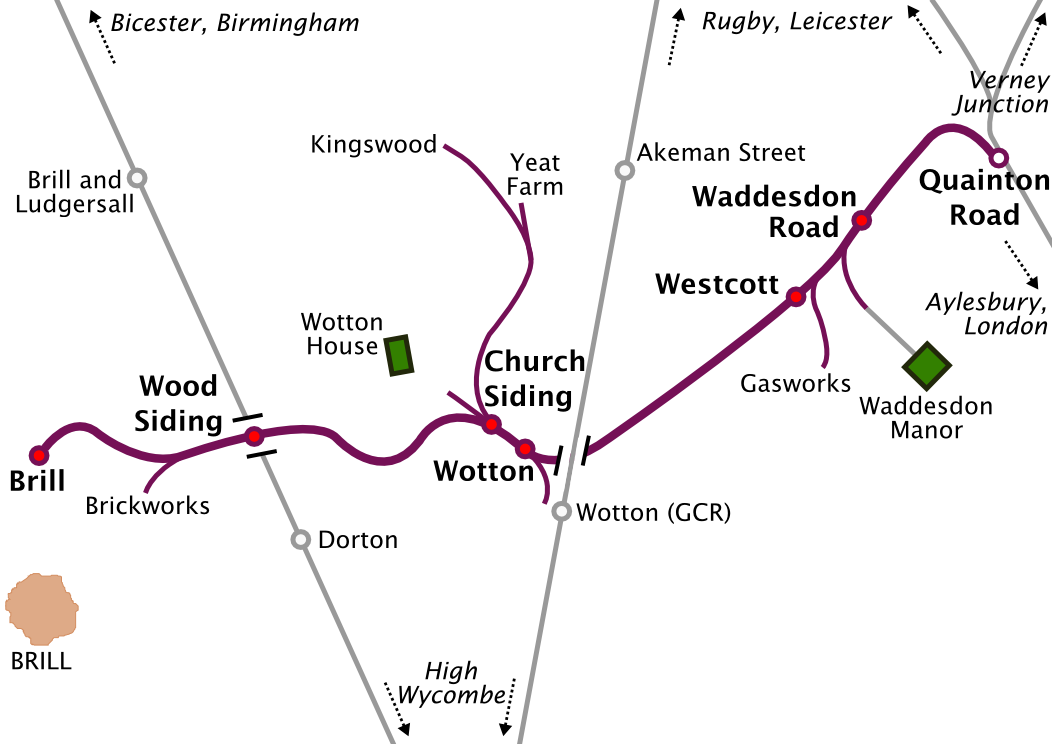
La extensión total del sistema Brill Tramway. La Ruta Alternativa cruza, pero no se une, al Brill Tramway en Wotton. No todas las líneas y estaciones que se muestran en este diagrama estaban abiertas al mismo tiempo.

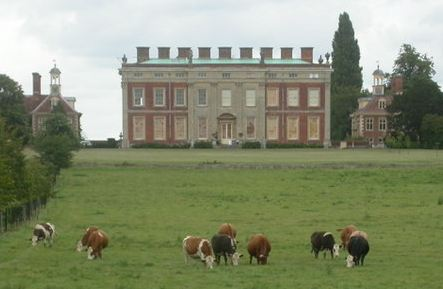
El ramal de Church Siding, al oeste de la estación de Wotton, sirvió a la casa del duque de Buckingham en Wotton House.

## Ferrocarril conjunto Great Western y Great Central
El 2 de abril de 1906, el Great Western and Great Central Joint Railway, comúnmente conocido como la Ruta Alternativa, se abrió a los pasajeros. La nueva línea unía Ashendon Junction en la Chiltern Main Line con el Great Central Railway en Grendon Underwood, a poca distancia al noroeste de Quainton Road. La ruta alternativa cruzaba el tranvía Brill por un puente en Wotton, y se construyó otra estación, también llamada Wotton, en el terraplén situado  inmediatamente al sur de la estación de Wotton ya existente. Aunque las líneas no llegaron a conectarse, se construyó un apartadero provisional desde Brill Tramway hasta el nuevo terraplén, que se utilizó para el transporte de materiales de construcción y la retirada de escombros de las obras de construcción de la nueva línea. Las dos estaciones de Wotton estaban muy próximas y un mismo jefe de estación era responsable de ambas estaciones.

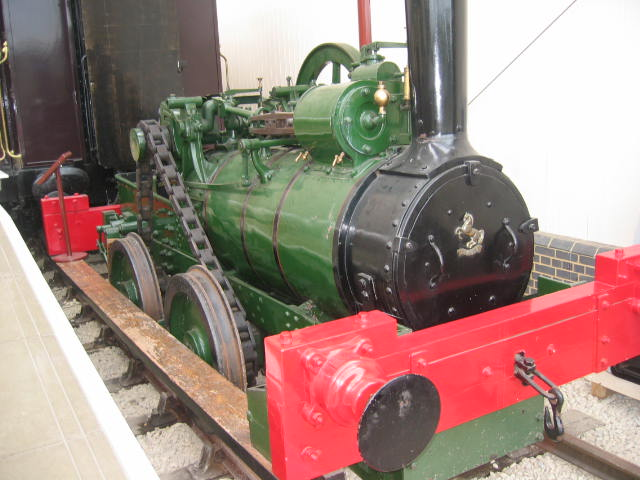
Una de las locomotoras Aveling y Porter originales de 1871 utilizadas en Brill Tramway antes de que Metropolitan Railway se hiciera cargo de las operaciones.

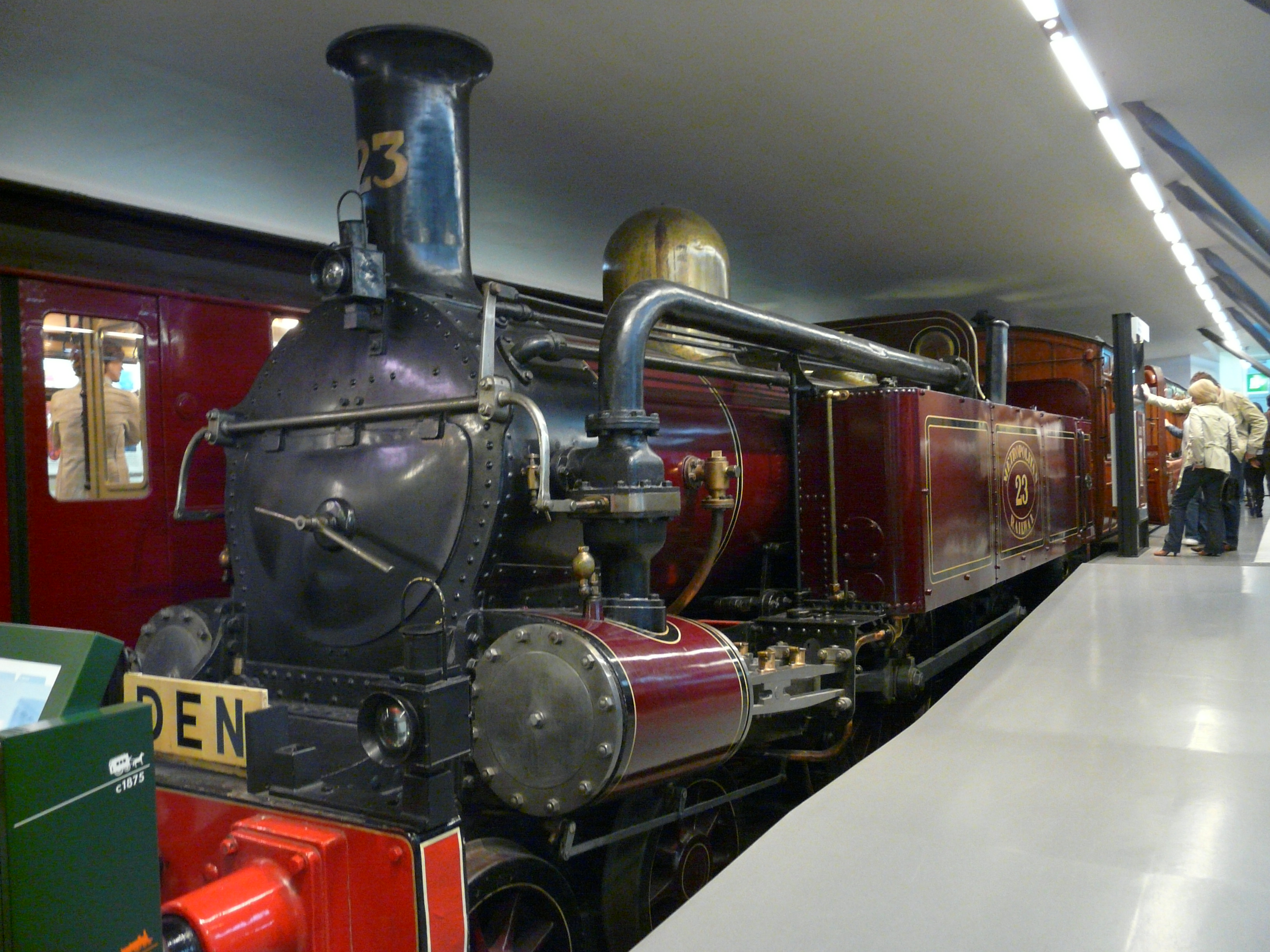
Una de las dos locomotoras de clase A de Metropolitan Railway utilizadas en Brill Tramway en el momento de su cierre

La estación de Wotton en la Ruta Alternativa, que había pasado de la propiedad del Great Central Railway al London and North Eastern Railway, permaneció abierta (aunque poco utilizada y atendida solo por dos trenes por día en cada dirección) hasta el 7 de diciembre de 1953, cuando la línea fue abandonada. Todos los edificios de la estación Brill Tramway en Wotton fueron posteriormente demolidos, excepto un pequeño edificio que una vez albergó la fragua del Tramway, que quedó abandonado. El puente que anteriormente había llevado a la Ruta Alternativa fue demolido en 1970, y la antigua Gran Estación de Ferrocarril Central en la Ruta Alternativa se convirtió en una casa privada.

## Otras lecturas
- Datos: Q130101284

1. ↑  Edwards y Pigram, 1988, p. 109.
2. 1 2 3  Connor, 2000, p. 47.
3. 1 2  Horne, 2003, p. 18.
4. ↑  Demuth, 2003, p. 6.
5. 1 2 3  Oppitz, 2000, p. 75.
6. ↑  Simpson, 2005, p. 72.
7. 1 2  Mitchell y Smith, 2006, §iii.
8. 1 2  Simpson, 2005, p. 95.
9. ↑  Simpson, 2005, p. 97.
10. ↑  Melton, 1984, p. 73.
11. ↑  Mitchell y Smith, 2006, §62.
12. 1 2  Mitchell y Smith, 2006, §63.